# Carry On Wayward Son
Carry On Wayward Son è un singolo della rock band statunitense Kansas, pubblicato nel 1976 ed estratto dall'album dello stesso anno Leftoverture.
La canzone raggiunse la posizione numero undici nella Billboard Hot 100, divenendo la prima dei Kansas ad entrare nella top venti in patria, mentre nel 1990 venne certificata disco d'oro; fu registrata in uno studio della Louisiana situato in mezzo ad una palude e a proposito delle registrazioni Steve Walsh raccontò: "Un giorno entrammo e sentimmo uno strano rumore: ci avvicinammo e notammo che c'era un armadillo vicino agli amplificatori, così lo abbiamo fatto uscire".
Il brano occupa la posizione numero novantasei nella classifica delle cento migliori canzoni hard rock stilata da VH1.

## Uso nella cultura di massa
- Nel film Anchorman - La leggenda di Ron Burgundy il brano accompagna i titoli di coda.
- Alcuni personaggi della serie animata South Park suonano questa canzone giocando a Guitar Hero nell'episodio Rockstar System.
- Il brano viene usato nella serie televisiva Supernatural come traccia dei video ricapitolativi proposti in ogni finale di stagione.
- Nell'ottavo episodio dell'ottava stagione della serie televisiva Scrubs viene cantata a cappella da Ted e dal suo gruppo.
- La canzone è presente nel videogioco Grand Theft Auto V come traccia proposta dalla stazione radiofonica "Los Santos Rock Radio" soltanto però nelle versioni PS4, Xbox One e PC del gioco.
- Da novembre 2022 viene utilizzata come canzone d'ingresso dall'Elite(Kenny Omega e gli Young Bucks) nei match Trios in AEW